# O alte Burschenherrlichkeit

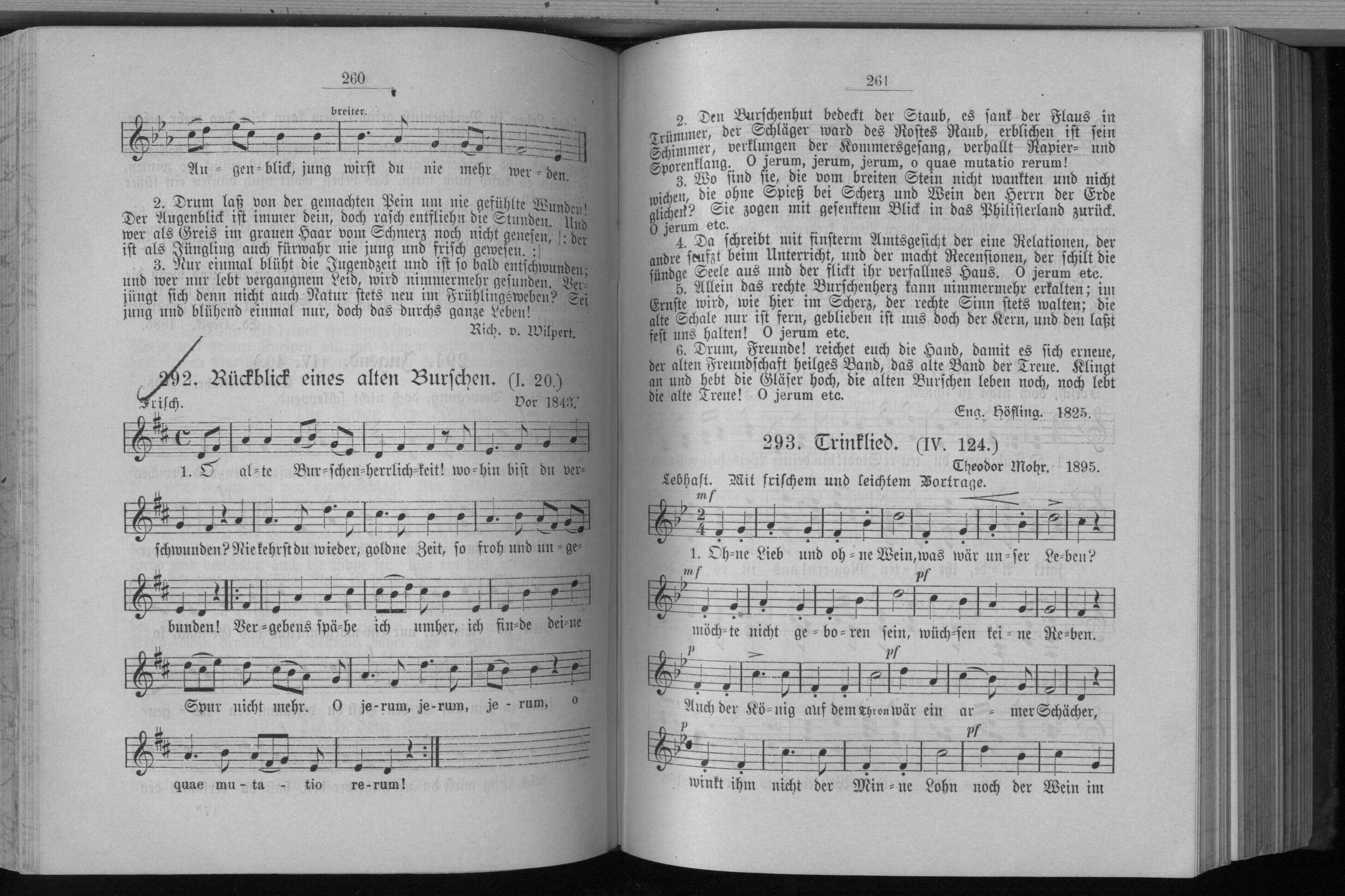
O alte Burschenherrlichkeit in een Duits liedboek

O alte Burschenherrlichkeit is een uit de eerste helft van de negentiende eeuw stammend Duits studentenlied, dat ook in Nederland en Vlaanderen een zekere populariteit geniet en nog steeds binnen bepaalde studentenverenigingen wordt gezongen.

## Omschrijving
Het lied is een weemoedige terugblik van iemand op zijn studententijd. De oorspronkelijke titel van het lied luidt dan ook: Rückblick eines alten Burschen (Terugblik van een oude student). Het lied werd ook in het Zweeds vertaald (als O, gamla klang- och jubeltid) en wordt in Zweden nog steeds gezongen.

## Kunstuitingen
Omdat de liedtitel in Duitsland een algemene bewoording voor de heimwee naar het traditionele studentenleven is geworden wordt de titel ook gevonden in de literatuur als boektitel, als titel voor grafiekkunst en tekenwerk. Tevens is er in de twintigste eeuw tweemaal een bioscoopfilm uitgebracht in Duitsland onder deze titel. In 1925 regisseerde Helene Lackner een stomme film in zwart-wit naar scenario van Eugen Rex. In 1930 kwam er een geluidsfilm uit onder regie van Rolf Randolf naar een scenario van Georg G. Klaren.

## Nederland en Vlaanderen
In Nederland wordt het lied in Utrecht gezongen voor de honorair senatoren van Unitas Studiosorum Rheno-Traiectina. In de stad Groningen wordt het traditioneel ten gehore gebracht aan het einde van de afstudeerborrel van een van de leden van de rooms-katholieke studentenvereniging Albertus Magnus. Ook bij de Rotterdamse studentevereniging Rotterdamsch Studenten Gezelschap wordt het lied door de niet afgestudeerde leden ten gehore gebracht bij het afstuderen van een lid en bij de traditionele binnenkomst van de reünisten op 'Oudejaarsavond' (de vooravond van de Dies Natalis). Bij U.V.S.V. is een lied op deze melodie gebruikt als 'Honorairenlied'. In Tilburg werd het lied in 1934 in combinatie met het Io vivat en het Gaudeamus igitur gebruikt op een 'hoogeschooldag' bij het binnentreden van deelnemers, het presidium van de dag en de hoogleraren en docenten.
De Nederlandse vertaling van het lied staat bekend onder de titel Oude roldersklacht of Oude-rolderklacht en wordt bij Vlaamse studentenverenigingen gebruikelijk aan het einde van een cantus gezongen. Bij bepaalde gedeelten van het lied dienen mensen te gaan staan, zoals bijvoorbeeld de oud-leden bij de tweede strofe.

## Tekst
De tekst van het lied luidt:
O alte Burschenherrlichkeit,
Wohin bist du entschwunden,
Nie kehrst du wieder goldne Zeit,
So froh und ungebunden!
Vergebens spähe ich umher,
Ich finde deine Spur nicht mehr. 
O jerum, o quae mutatio rerum 
Den Burschenhut bedeckt der Staub,
Es sank der Flaus in Trümmer,
Der Schläger ward des Rostes Raub,
Erblichen ist sein Schimmer.
Verklungen der Kommersgesang,
Verhallt Rapier- und Sporenklang.
O jerum, o quae mutatio rerum 
Wo sind sie, die vom breiten Stein
Nicht wankten und nicht wichen,
Die ohne Moos bei Scherz und Wein,
Den Herrn der Erde glichen?
Sie zogen mit gesenktem Blick
In das Philisterland zurück.
O jerum, o quae mutatio rerum 
Da schreibt mit finsterem Amtsgesicht
Der eine Relationen.
Der andere seufzt beim Unterricht,
Und der macht Rezensionen;
Der schilt die sünd'ge Seele aus
Und der flickt ihr verfallnes Haus.
O jerum, o quae mutatio rerum 
Allein das rechte Burschenherz
Kann nimmermehr erkalten,
Im Ernste wird, wie hier im Scherz,
Der rechte Sinn stets walten;
Die alte Schale nur ist fern,
Geblieben ist uns doch der Kern,
|: Und den lasst fest uns halten. :| 
Drum Freunde reichet euch die Hand,
Damit es sich erneure,
Der alten Freundschaft heil'ges Band,
Das alte Band der Treue.
Klingt an und hebt die Gläser hoch,
Die alten Burschen leben noch,
|: Noch lebt die alte Treue. :| 

## Nederlandse vertaling van het lied
1. O vrij-studentenheerlijkheid Waar zijt gij thans verzonden? O keer nog eenmaal, schone tijd, Zo vrij, zo ongebonden! Ik zoek u langs mijn wegen weer En vind uw sporen nimmerweer!

Refrein: O jerum, jerum, jerum, O quae mutatio rerum!
2. Waar zijn zij die voor 't Werchters bier Hun laatste cent verdronken, Als wereldbazen, op den zwier, Met volle potte klonken? Zij gingen, 't hart gebroken, voort Van hier naar 't stil geboorteoord 

3. Daar ligt er een als man van plicht, Op een buro gebogen.
Een ander ontplooit met koud gezicht Zijn schoolmeestersvermogen. Wie dacht ooit dat een schurk zo fijn Zou zo pedant geworden zijn? 

4. Een dokter preekt de matigheid, En was hier grote rolder; Ministers gaan met statigheid, En woonden hier op zolder; De rechter straft nu drankmisbruik En vroeger sliep hij met de kruik!

5. Sa vrienden, reikt elkaar de hand, Opdat hij zich vernauwe Der trouwe vriendschap heil'ge band, De heil'ge band der trouwe. Klinkt aan en heft omhoog het glas, Nog leeft het oud studentenras! 
Bibamus laeti merum, Non est mutatio rerum!